# The Call of Her People

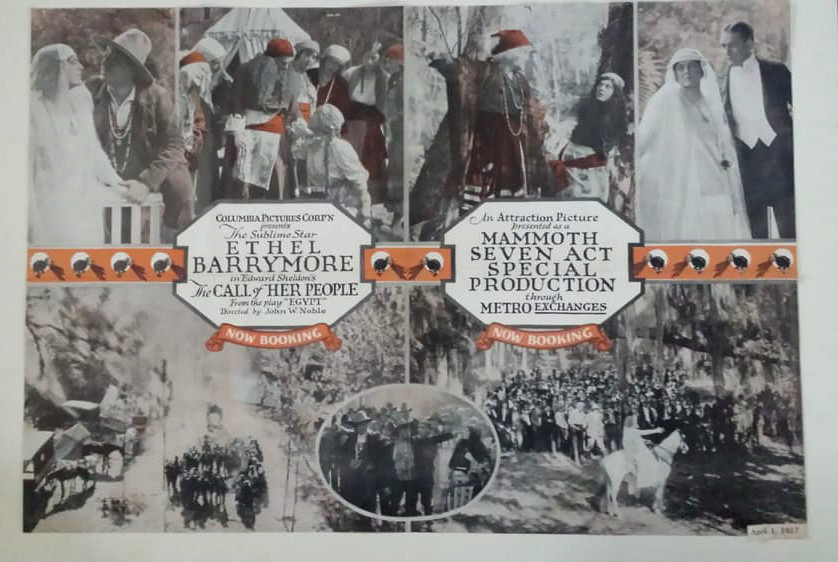

The Call of Her People è un film del 1917 diretto da John W. Noble. La sceneggiatura di June Mathis adattò per lo schermo il lavoro teatrale Egypt di Edward Sheldon, presentato a New York il 18 settembre 1912.

## Trama
Faro Black, il capo degli zingari, torna nell'accampamento quando ormai suo figlio Faro ha scambiato un voto di eterno amore con Egypt. Per Black, però, quel voto non significa nulla, perché dichiara che Egypt è la figlia del ricco Gordon Lindsay che sta per venire a reclamarla. I due innamorati, benché divisi, giurano di rispettare la promessa che si sono fatta. A casa, la sconsolata Egypt aspetta inutilmente il ritorno di Faro, ignorando che l'amato è tenuto prigioniero dal padre. Prima di morire, il vecchio rivela a Faro che la fidanzata non è figlia di Lindsay, ma è una zingara come loro. Intanto Egypt, credendosi abbandonata, si è fidanzata con Nicholas Van Kleet. Quando Faro finalmente arriva, si sta preparando il matrimonio dell'amata. Il fratello dello sceriffo insulta la giovane e Faro reagisce, uccidendolo. Per salvarsi, fugge, trovando rifugio da Egypt. Poiché lei ammette di amarlo ancora, Van Kleet la lascia libera, sciogliendo la promessa che li lega, e lei torna insieme a Faro nel campo zingaro, ritrovando la felicità in mezzo al proprio popolo.

## Produzione
Il film, che fu prodotto dalla Columbia Pictures Corporation, venne girato in interni a New York, mentre gli esterni furono girati in Florida.

## Distribuzione
Il copyright del film, LP10630, venne registrato il 23 aprile 1917.
Distribuito dalla Metro Pictures Corporation, il film uscì nelle sale cinematografiche USA il 27 maggio 1917.